# Невроотологія
Невроотологія — наука про нервові захворювання головного мозку, які зумовлені розладами роботи вестибулярного апарату. Правильна координація рухів є особливо актуальною для пілотів, десантників, моряків. 
Перші спроби діагностики стану вестибулярного апарату — різні варіанти стояння та ходіння із заплющеними очима — належать австрійському ученому Ернесту Маху, першовідкривачу вестибулярного апарату.
На початку XX ст., австрійський учений Роберт Барані, оглядаючи хворого в кріслі, що може обертатися, та вливаючи у зовнішній слуховий прохід пацієнта невелику кількість холодної води, уперше описав ністагм (бігання очей), який до сьогодні вважається однією з найбільш діагностично значущих реакцій у клініці вестибулярної патології. Висновок доктора Барані: поява ністагму зумовлена збудженням вестибулярної периферії. За свої праці, у 1915 р., вчений був удостоєний Нобелівської премії.